# Чемпионат мира по фехтованию 1977
Чемпионат мира по фехтованию 1977 года проходил с 14 по 24 июля в Буэнос-Айресе (Аргентина). Среди мужчин соревнования проходили в личном и командном зачёте по фехтованию на саблях, рапирах и шпагах, среди женщин — только первенство на рапирах в личном и командном зачёте.

## Общий медальный зачёт
| Место | Страна    | Золото | Серебро | Бронза | Всего |
| ----- | --------- | ------ | ------- | ------ | ----- |
| 1     | СССР      | 4      | 2       | 2      | 8     |
| 2     | Швеция    | 2      | 1       | 0      | 3     |
| 3     | ФРГ       | 1      | 2       | 0      | 3     |
| 4     | Венгрия   | 1      | 0       | 2      | 3     |
| 5     | Италия    | 0      | 1       | 2      | 3     |
| 6     | Румыния   | 0      | 1       | 1      | 2     |
| 6     | Швейцария | 0      | 1       | 1      | 2     |
| Всего | Всего     | 8      | 8       | 8      | 24    |

## Медалисты

### Мужчины
| Дисциплина                  | Золото                                                                        | Серебро                                                                                                   | Бронза                                                                                              |
| --------------------------- | ----------------------------------------------------------------------------- | --- | --------------------------------------------------------------------------------------------------- |
| Шпага Личное первенство     | Юхан Харменберг                                                               | Рольф Эдлинг                                                                                              | Патрис Гай                                                                                          |
| Шпага Командное первенство  | Швеция · Юхан Харменберг · Рольф Эдлинг · Лейф Хёгстрём · Ханс Якобсон        | Швейцария · Даниель Гигер · Патрис Гай · Кристиан Каутер · Франсуа Сюшанеки                               | СССР · Борис Лукомский · Ашот Карагян · Леонид Дунаев · Александр Абушахметов                       |
| Рапира Личное первенство    | Александр Романьков                                                           | Харальд Хайн                                                                                              | Карло Монтано                                                                                       |
| Рапира Командное первенство | ФРГ Харальд Хайн Маттиас Бер Томас Бах Клаус Райхерт                          | Италия · Андреа Борелла · Фабио Даль Зотто · Джованни Батиста Коллети · Карло Монтано · Аттилио Калатрони | СССР · Александр Романьков · Владимир Смирнов · Сабиржан Рузиев · Сергей Исаков · Василий Станкович |
| Сабля Личное первенство     | Пал Геревич                                                                   | Владимир Назлымов                                                                                         | Анджело Арчидьяконо                                                                                 |
| Сабля Командное первенство  | СССР · Михаил Бурцев · Владимир Назлымов · Александр Никишин · Виктор Баженов | Румыния · Дан Иримичук · Корнел Марин · Иоан Поп · Александру Нилка                                       | Венгрия · Имре Гедёвари · Пал Геревич · Ференц Хамманг · Тамаш Ковач                                |

### Женщины
| Дисциплина                  | Золото                                                                    | Серебро                                                    | Бронза                                                                            |
| --------------------------- | ------------------------------------------------------------------------- | ---------------------------------------------------------- | --------------------------------------------------------------------------------- |
| Рапира Личное первенство    | Валентина Сидорова                                                        | Елена Белова                                               | Ильдико Тордаши-Шварценберг                                                       |
| Рапира Командное первенство | СССР · Ольга Князева · Валентина Сидорова · Наиля Гилязова · Елена Белова | ФРГ Карин Рутц Уте Кирчейс Бриджитт Оертель Корнелиа Ханиш | Румыния · Каталина Шталь · Сюзана Арделеану · Магдалена Бартош · Марчела Молдован |